# Museu Monteiro Lobato
O Museu Monteiro Lobato é uma instituição cultural pública criada pelo decreta nº33909 de 4/11/58, localizada no Sítio do Picapau Amarelo, na cidade brasileira de Taubaté, no Estado de São Paulo. Criado em 1958 , é mantido pelo poder público estadual e é tombado como patrimônio histórico estadual e nacional desde 1962.
O museu funciona na casa onde o escritor Monteiro Lobato nasceu e viveu até os 12 anos, imóvel que pertencia ao seu avô materno, o Visconde de Tremembé.
Abriga uma biblioteca infantil com as obras de Lobato, alguns acervos da família e área verde conhecida como Parque Sítio do Picapau Amarelo.
O casarão onde funciona o museu tem a sua estrutura feita de taipa de pilão. A construção era um exemplo típico das chácaras das "Cidades do Café" do século XIX. Durante as obras de restauro realizadas em 1979, foram conservados os vãos das portas e janelas e o piso de tijolos em dois cômodos.
Apresentações teatrais com os personagens imortalizados pelo autor acompanham o local. Há também oficinas para o público infantil . O público pode realizar empréstimos e consultas dos livros do museu. Aos finais de semana, ainda ocorrem oficinas de arte e atividades na brinquedoteca. O espaço conta com uma área verde de 18 mil m², playground e mesas para piquenique.
Segundo o Departamento de Meio Ambiente, Turismo e Cultura do Estado de São Paulo, o Museu Monteiro Lobato é o mais visitado do interior paulista.
A sede do museu sofre com problemas na sua conservação. Segundo os responsáveis pelo museu, a burocracia dos órgãos oficiais impede a preservação do imóvel, que vem passando por degradação acentuada nos últimos anos. A municipalização é uma das tentativas para conseguir agilizar as obras de reparos e restauro..
No município de Monteiro Lobato, há 72 quilômetros de Taubaté, há outro Sítio do Picapau Amarelo, no qual o autor viveu por seis anos. O local segue as mesmas características apresentadas no museu em Taubaté e é também a visitação.